# 百老匯-拉法葉街／布利克街車站
百老匯-拉法葉街／布利克街車站（英語：Broadway–Lafayette Street/Bleecker Street station）是紐約地鐵的車站複合，位於曼哈頓諾豪區，由IRT萊辛頓大道線和IND第六大道線共用。設有以下列車服務：
- 6號線、D線、F線列車（任何時候停站）
- B線、M線列車（僅平日停站）
- <6>列車（僅繁忙時段的尖峰方向停站）
- 4號線列車（僅深夜停站）

車站複合分為兩部分，布利克街車站（IRT）與百老匯-拉法葉街車站（IND）。IRT下城月台和IND月台自1957年5月19日起開始閘內轉乘，而對應的上城月台則於2012年9月25日啟用。

## 車站結構
| G  | 街道                  | 出入口 升降機位於拉法葉街及豪斯頓街西北角                                                                  |
| B1 | 東夾層                | 閘機、往東側拉法葉街出口                                                                                   |
| B1 | 側式月台，右側開門    | |
| B1 | 北行                  | 往佩勒姆灣公園（ 往帕克徹斯特（尖峰時段及日中時段））（阿斯托廣場） · 深夜時往伍德羅恩（阿斯托廣場）       |
| B1 | 北行快速              | 不停靠 |
| B1 | 南行快速              | 不停靠 |
| B1 | 南行                  | 往布魯克林橋-市政府（ 深夜時往新地段大道）（泉街）                                                         |
| B1 | 側式月台，右側開門    | |
| B1 | 西夾層                | 閘機、車站詢問處、往豪斯頓街及拉法葉街西側                                                                 |
| B2 | 夾層                  | 月台轉乘樓層                                                                                               |
| B3 | 北行                  | 往牙買加-179街（西四街-華盛頓廣場） · 往森林小丘-71大道（西四街-華盛頓廣場）                               |
| B3 | 島式月台，左/右側開門 | |
| B3 | 北行快速              | 尖峰時段往貝德福德公園林蔭路、日中及黃昏往145街（西四街-華盛頓廣場） · 往諾伍德-205街（西四街-華盛頓廣場） |
| B3 | 南行快速              | 平日往布萊頓海灘（格蘭街） · 經西城往康尼島-斯提威爾大道（格蘭街）                                         |
| B3 | 島式月台，左/右側開門 | |
| B3 | 南行                  | 經卡爾弗往康尼島-斯提威爾大道（第二大道） · 往中村-大都會大道（埃塞克斯街）                                |

此站在整個紐約地鐵有一個特徵，萊辛頓大道線和IND月台的轉乘只限南行方向，直至2012年9月末。下城IRT月台到IND月台的免費轉乘通道於IRT車站月台延長後的1957年5月19日啟用。這條單向轉乘存在了50年，由於IND往下城IRT月台的連接是純粹的巧合，而不是興建時就計劃的。車站月台有較大距離導致1957年興建轉乘通道時不能在布利克街車站兩個月台興建。因此，北行月台不設免費轉乘，而轉乘需要向北步行一個街區到布利克街並額外支付車費，MetroCard持有者除外。
IND月台和上城IRT月台的轉乘通道自1989年起開始規劃。然而直到2005－2009年大都會運輸署資金計劃分配5000萬美元以翻新複合，包括安裝無障礙通行升降機和興建往上城IRT月台的轉乘通道。重建以前，百老匯-拉法葉街車站只連接布利克街南行月台的極南端。2012年3月26日，上城月台南移了300英呎到新興建的伸延段，而1950年代的北延同時關閉。同日，MTA宣佈往上城布利克街月台的轉乘通道會於6月末完工。
上城轉乘直至2012年9月25日方完全開放，而整個計劃的開支已經上升至1.35億美元。同日，一條新的扶手電梯連接百老匯-拉法葉街車站的上城月台和新的轉乘夾層，並可連接至布利克街車站的上城月台。此外亦安裝了升降機以連接IND車站的不同月台和布利克街的月台。轉乘通道在IND車站以下加設了新的升降機和扶手電梯。街道層的升降機可直接到達南行IRT月台，而車站其餘四部升降機則連接各個IND月台和各個IRT月台。

## IRT萊辛頓大道線月台
布利克街車站位於IRT萊辛頓大道線是一個標準慢車地鐵站，設有兩個側式月台和四條軌道。
此站於1904年10月27日作為原初地鐵的一部分啟用。閘機現時位於月台層，並設有一個經IND夾層的下通道。設有兩個側式月台，起初只有5節長度。1950年代，南行月台向南延長而北行月台向北延長至10節。2012年翻新後，北行月台向南延長，而1950年代該月台的北延部分已經關閉（但仍可在列車離站時可見）。

## IND第六大道線月台
百老匯-拉法葉街車站位於IND第六大道線，是一個快車地鐵站，位於曼哈頓介乎百老匯和拉法葉街之間的東豪斯頓街。這個車站複合的部分於1936年1月1日啟用，設有兩個島式月台和四條軌道。B線與D線於內側快車軌道停靠；而F線與M線則於外側慢車軌道停靠。
兩個月台的中央都設有三條樓梯往上通往夾層，而兩側的寬樓梯則通往車站的三個付費區。
車站以西（鐵路方向北行）設有兩條北行軌道的剪式橫渡線和一條快車軌道之間的渡線。路線沿第六大道轉北並通過一系列與IND第八大道線的道岔和橫渡線，然後抵達西四街-華盛頓廣場車站。
車站以東（鐵路方向南行）曾經設有在兩條南行軌道設有剪式橫渡線，直至1967年設立克里斯蒂街連接後重新配置軌道。快車軌道轉向南面的克里斯蒂街，而B線與D線停靠格蘭街車站，再跨過曼哈頓大橋前往布魯克林。慢車軌道繼續東行而F線停靠第二大道車站。M線使用由慢車軌道開抵的連接，前往BMT納蘇街線的埃塞克斯街車站，並繼續經威廉斯堡大橋前往布魯克林。

## 外部連結
- nycsubway.org—IRT East Side Line: Bleecker Street
- nycsubway.org—IND 6th Avenue: Broadway/Lafayette
- nycsubway.org – Signal Artwork by Mel Chin (1998) （页面存档备份，存于）
- Station Reporter – 4, 6, B, D,F, and M Trains
- Forgotten NY – Original 28 - NYC's First 28 Subway Stations （页面存档备份，存于）
- MTA's Arts For Transit
  - Hive at Bleecker Street/Lafayette Street
  - Signal at Bleecker Street/Lafayette Street
  - Broadway–Lafayette Street/Bleecker Street
- Bleecker Street entrance from Google Maps Street View （页面存档备份，存于）
- Broadway entrance from Google Maps Street View （页面存档备份，存于）
- Lafayette Street entrance from Google Maps Street View （页面存档备份，存于）
- Mulberry Street entrance from Google Maps Street View （页面存档备份，存于）
- IRT platforms and transfer from Google Maps Street View （页面存档备份，存于）
- IND platforms from Google Maps Street View （页面存档备份，存于）